# ناحیه بروورت، میشیگان
ناحیه بروورت (به انگلیسی: Brevort Township) یک منطقهٔ مسکونی در ایالات متحده آمریکا است که در شهرستان مکیناک، میشیگان واقع شده‌است.
 ناحیه بروورت ۲۵۶٫۰ کیلومتر مربع مساحت و ۶۴۹ نفر جمعیت دارد و ۲۰۹ متر بالاتر از سطح دریا واقع شده‌است.